# Thionia tigrata
Thionia tigrata är en insektsart som beskrevs av Melichar 1906. Thionia tigrata ingår i släktet Thionia och familjen sköldstritar. Inga underarter finns listade i Catalogue of Life.